# 新庄镇 (宿迁市)
新庄镇，是中华人民共和国江苏省宿迁市宿豫区下辖的一个乡镇级行政单位。

## 行政区划
新庄镇下辖以下地区：
新庄社区、陈墩村、袁庄村、前进村、朱瓦村、新庵圩村、振友村和朱林圩村。